# Danilo Tasić
Danilo Tasić (in serbo Данило Тасић?; Niš, 15 luglio 1993) è un cestista serbo.

## Palmarès
- Campionato cipriota: 1

AEK Larnaca: 2017-2018
- Campionato bulgaro: 1

Levski Sofia: 2020-2021
- Coppa di Cipro: 1

AEK Larnaca: 2017-2018
- Coppa di Cipro: 1

Levski Sofia: 2020